# 斑鳍燕鳐
斑鳍燕鳐（学名：Cypselurus spilopterus）为飞鱼科燕鳐属的鱼类，俗名点斑鳍飞鱼、点鳍燕鳐鱼。分布于南洋群岛以及南海、台湾高雄及恒春近海等海域。该物种的模式产地在Carolines。